# Бранислав Хрньїчек
Бранислав Хрньїчек (серб. Branislav Hrnjiček / Бранислав Xpњичек; нар. 5 червня 1908, Белград  — пом. 2 липня 1964, там само) — югославський футболіст, що грав на позиції нападника. Відомий виступами за клуб «Югославія», а також національну збірну Югославії. Півфіналіст чемпіонату світу 1930 року.

## Клубна кар'єра
Є вихованцем футбольного клубу «Югославія». З 1927 року виступав в першій команді «Югославії». З командою був бронзовим призером чемпіонату 1929 року.
У 1930 році перейшов до команди «Соко», що незабаром змінила назву на БАСК. Пізніше повернувся до «Югославії», у складі якої загалом зіграв 102 матчі і забив 82 голи.
Працював тренером в клубі «Желєзнічар» (Сараєво), а також в командах з Ізраїлю.
| Дата       | Місто        | Господарі      | Результат | Гості     | Турнір            | Голи | Примітки |
| ---------- | ------------ | -------------- | --------- | --------- | ----------------- | ---- | -------- |
| 06.10.1929 | Бухарест     | Румунія        | 2 – 1     | Югославія | Балканський кубок | -    |          |
| 28.10.1929 | Прага        | Чехословаччина | 4 – 3     | Югославія | товариський матч  | -    |          |
| 26.01.1930 | Афіни        | Греція         | 2 – 1     | Югославія | Балканський кубок | -    |          |
| 13.04.1930 | Белград      | Югославія      | 6 – 1     | Болгарія  | товариський матч  | 1    |          |
| 03.08.1930 | Буенос-Айрес | Аргентина      | 3 – 1     | Югославія | товариський матч  | -    |          |
| Усього     |              | Матчів         | 5         |           | Голів             | 1    |          |

## Трофеї і досягнення
- Переможець Кубка Югославської федерації: 1927
- Бронзовий призер чемпіонату Югославії: 1929
- Півфіналіст чемпіонату світу: 1930
- Срібний призер Балканського кубку: 1929-31